# Schloss Wendlinghausen

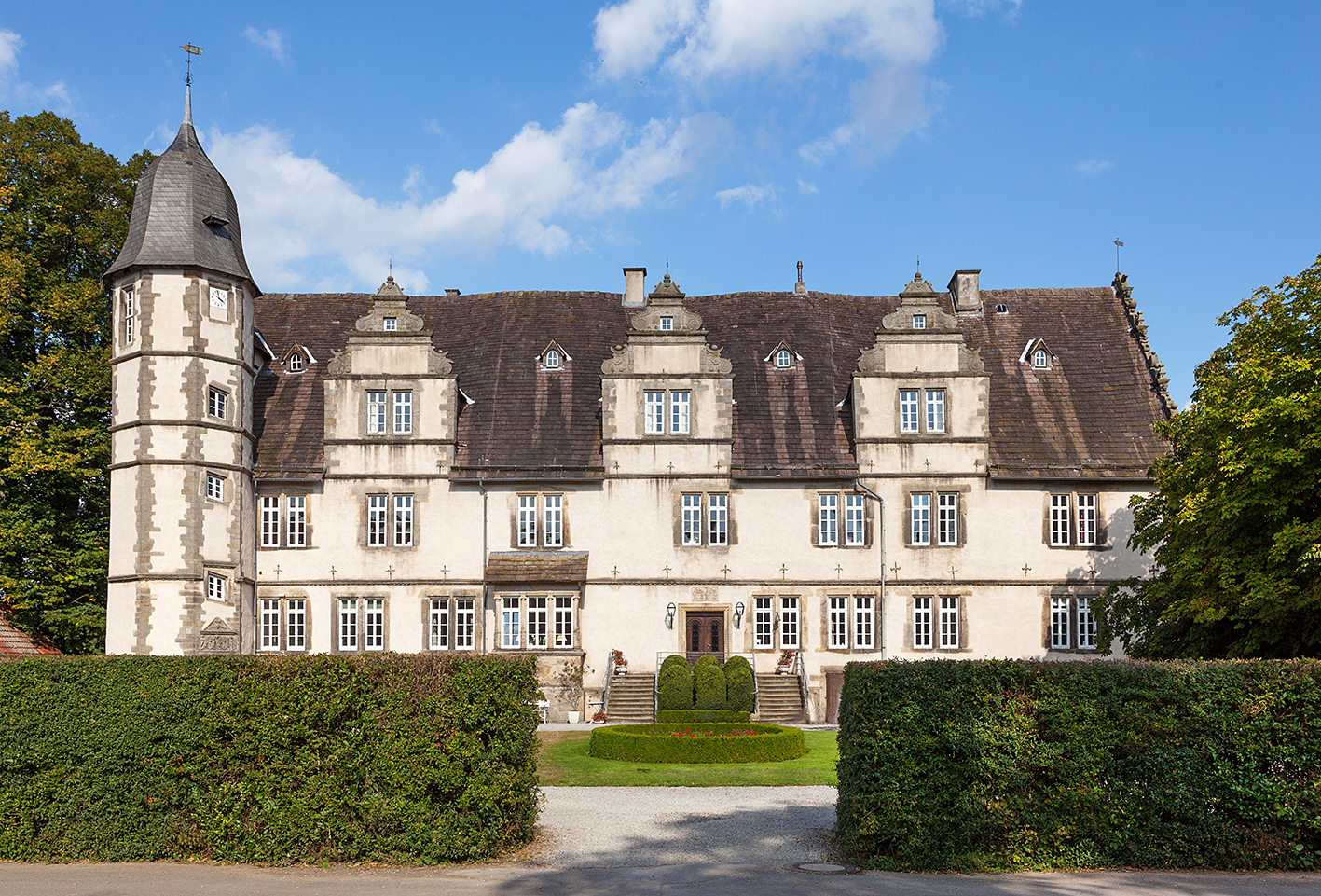
Schloss Wendlinghausen (Westseite)

Das Schloss Wendlinghausen mit zugehörigem Gut ist ein Wasserschloss im Stil der Weserrenaissance und liegt im gleichnamigen Ortsteil der Gemeinde Dörentrup, Kreis Lippe in Nordrhein-Westfalen.

## Geschichte

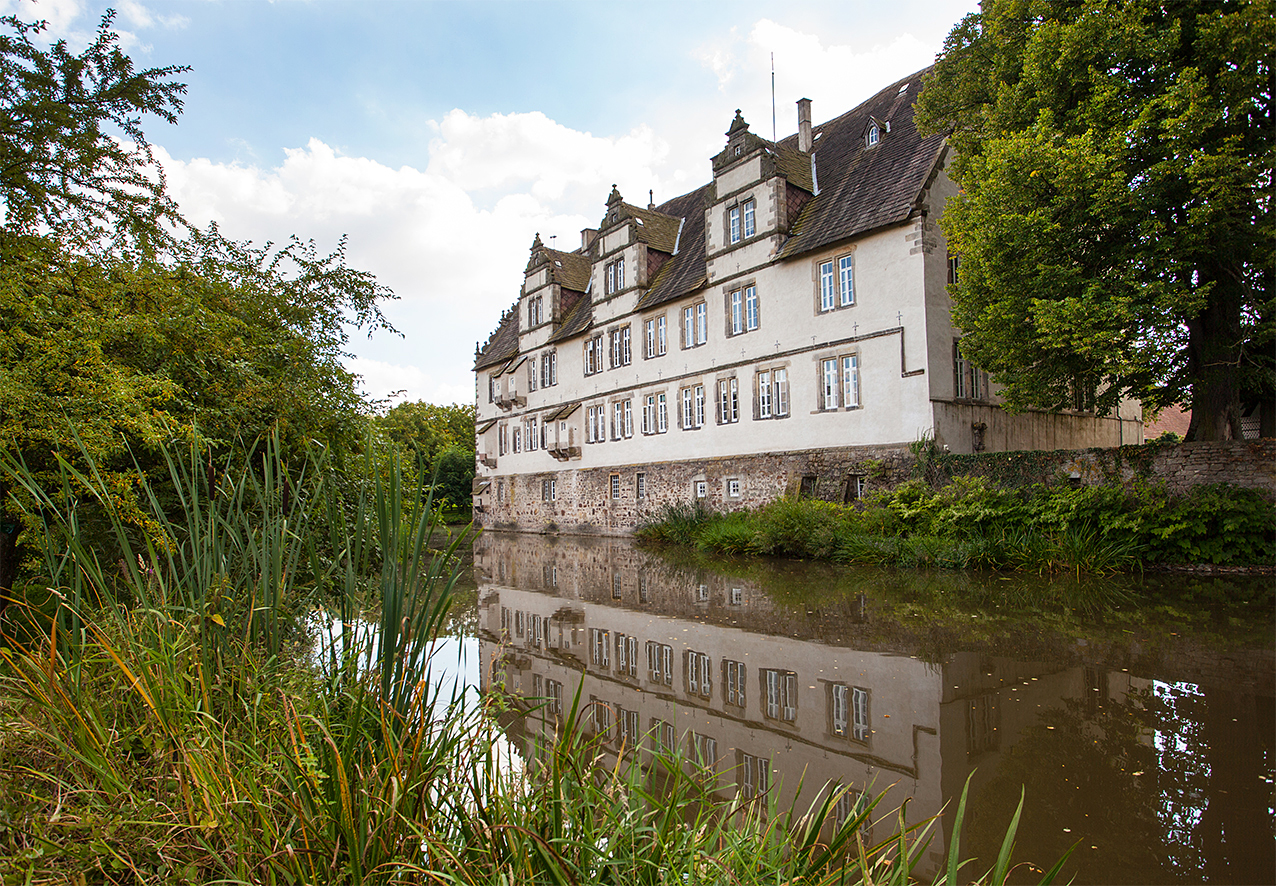
Schloss Wendlinghausen (Ostseite mit Wassergraben)

Im 15. Jahrhundert gründete Anton zur Lippe, ein Sohn des lippischen Landesherrn Bernhard VII., einen Rittersitz auf der Hofstelle eines durch ihn vertriebenen Meiers. Nach Anton wechselte der Sitz zweimal den Eigentümer (derer von Rebock, von Post). 1566 erwarb der zu großem Reichtum gekommene Söldnerführer Hilmar von Münchhausen, Spross der schwarzen Linie des niedersächsischen Adelsgeschlechts Münchhausen, das Gut Wendlinghausen von den Posts, nachdem er bereits zahlreiche andere Güter erworben hatte. Vorausschauend hatte er sich rechtzeitig zuvor die Lehnsanwartschaft auf diesen Besitz samt wertvollen Einkünften in Lemgo und Hovedissen erworben, da das bisher hier ansässige Adelsgeschlecht der Herren Rebock nur noch auf zwei Augen stand.
Ein Sohn aus seiner Ehe mit Lucia von Reden, Hilmar der Jüngere von Münchhausen (1558–1617), Herr auf Schwöbber und Rinteln, ließ den heute noch stehenden Bau von 1613 bis 1616 als Wasserschloss neu errichten. Das Herrenhaus ruht auf einem Fundament aus Eichenpfählen in einer Gräfte.
Hilmars des Jüngeren Urenkel, Ernst Friedemann von Münchhausen (1686–1772), verkaufte den Besitz 1730 an den verwandten Landrat und Oberhauptmann Klaus Dietrich von Reden (1692–1736) und erwarb dafür das Gut Herrengosserstedt im Herzogtum Sachsen-Weißenfels, wo er seit 1716 als Oberhofmarschall der verwitweten Herzogin Charlotte von Sachsen-Weimar sowie als Regierungsrat lebte. Sein Vetter, der berühmte Lügenbaron Hieronymus von Münchhausen (1720–1797), war später häufig Gast auf Wendlinghausen – er war der Sohn der Sybille Wilhelmine von Reden, Tochter des Jobst Johann von Reden aus Hastenbeck und der Marie Dorothea von Münchhausen aus dem Hause Voldagsen, Bolzum und Middoge.
Schloss Wendlinghausen befindet sich somit bis heute im Besitz von Nachfahren des Erbauers, nunmehr der Familie von Reden. Nach umfassenden Restaurierungsarbeiten in den Jahren 2001 und 2003 wird das Schloss heute privatwirtschaftlich für kulturelle Veranstaltungen und Hochzeiten genutzt.

## Schlosspark
Der im englischen Stil angelegte Park von Schloss Wendlinghausen bedeckt eine Fläche von über drei Hektar. Aufgrund seiner vielfältigen und seltenen Pflanzenwelt wird die Anlage vom European Garden Heritage Network als eine der bedeutendsten Gartenlandschaften Ostwestfalens aufgeführt. In den Landschaftsgarten wurden zeitgenössische Kunstwerke integriert. Im Jahr 2004 war vorübergehend eine der zehn mal zehn mal zehn Meter großen bronzenen Spinnen Maman der französischen Künstlerin Louise Bourgeois hier ausgestellt. Teile des Parks liegen im Landschaftsschutzgebiet Diepkebachtal.